# Aloña Mendi Kirol Elkartea

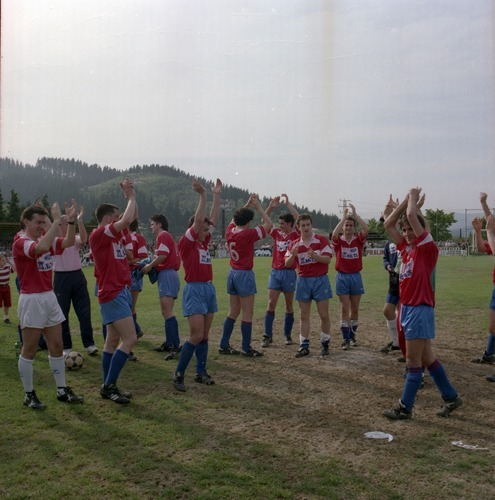
El Aloña Mendi en 1994.

El Aloña Mendi Kirol Elkartea, conocida como Aloña Mendi, es el club deportivo de la localidad de Oñate (Guipúzcoa) España. Fue fundado en 1949.

## Historia
El club fue fundado en 1949 bajo el nombre de Club Deportivo Aloña-Mendi, recuperando el nombre de un club de fútbol que existió en Oñate durante la década de 1920, pero que desapareció posteriormente. Aloña-Mendi (Monte Aloña) es el nombre del monte que domina el paisaje de Oñate y a cuyos pies se encuentra la localidad.
En el escudo del club se ve el dibujo del monte por un lado y por otro el de una rana. Esto se debe a que a los habitantes de Oñate se les apoda txantxikus, que quiere decir ranas en el dialecto local del euskera.
El CD Aloña-Mendi surgió como club de fútbol, pero fueron añadiéndose numerosas disciplinas deportivas. En la actualidad es un club polideportivo que cuenta con secciones de alpinismo, atletismo, baloncesto, balonmano, ciclismo, deportes de invierno, espeleología, fútbol, fútbol sala, bádminton, gimnasia deportiva, karate, kempo, natación, pelota vasca, tenis y triatlón.
A pesar de tener más de medio de siglo de existencia a sus espaldas, el Aloña Mendi ha sido siempre un club modesto que ha obtenido pocos éxitos. Tuvo que esperar hasta 1994 para lograr por primera vez en su historia el ascenso a la Tercera división. Logró mantenerse en esa categoría durante un trienio, para caer de nuevo a categorías regionales en 1997.
Por sus filas pasó un jugador que llegó a ser internacional, fue el oñatiarra Santiago Idígoras, fichado por la Real Sociedad del juvenil del Aloña Mendi.
Actualmente el club se llama Aloña Mendi Kirol Elkartea, que es la traducción al euskera de Club Deportivo Aloña-Mendi.

## Uniforme
- Uniforme titular: camiseta roja, pantalones azules y medias rojas.
- Uniforme Alternativo (2ª equipación): camiseta con franjas amarillas y negras, pantalones negros con los laterales amarillos y medias con franjas amarillas y negras. Esta camiseta es un homenaje al primer equipo de fútbol del club creado en 1924.

## Estadio
Juega en el campo de fútbol Azkoagain que posee capacidad para 600 espectadores. Fue inaugurado en 1949 y es de propiedad municipal.
Se trata de un campo de fútbol de hierba artificial de 98x57 metros. 

## Datos del club
- Temporadas en 3ª: 3
- Mejor puesto en la liga: 11.º (Tercera división, Grupo IV, temporada 95-96)

- Datos: Q11679798
- Multimedia: Aloña Mendi KE / Q11679798